# Купреянов (Аляска)
Купреянов (англ. Kupreanof) — місто (англ. city) в США, в окрузі Пітерсберг штату Аляска. Населення — 21 особа (2020).

## Географія
Купреянов розташований за координатами 56°49′17″ пн. ш. 132°58′20″ зх. д. / 56.82139° пн. ш. 132.97222° зх. д. (56.821295, -132.972152).  За даними Бюро перепису населення США в 2010 році місто мало площу 15,73 км², з яких 9,57 км² — суходіл та 6,16 км² — водойми. В 2017 році площа становила 12,04 км², з яких 7,82 км² — суходіл та 4,21 км² — водойми.

## Демографія
Згідно з переписом 2010 року, у місті мешкало 27 осіб у 15 домогосподарствах у складі 6 родин. Густота населення становила 2 особи/км².  Було 26 помешкань (2/км²).
Расовий склад населення:
| - 88,9 % — білих - 7,4 % — азіатів |

До двох чи більше рас належало 3,7 %. Частка іспаномовних становила 0,0 % від усіх жителів.
За віковим діапазоном населення розподілялося таким чином: 14,8 % — особи молодші 18 років, 66,7 % — особи у віці 18—64 років, 18,5 % — особи у віці 65 років та старші. Медіана віку мешканця становила 55,5 року. На 100 осіб жіночої статі у місті припадало 145,5 чоловіків;  на 100 жінок у віці від 18 років та старших — 130,0 чоловіків також старших 18 років.
Середній дохід на одне домашнє господарство  становив 61 385 доларів США (медіана — 52 083), а середній дохід на одну сім'ю — 60 400 доларів (медіана — 52 083). За межею бідності перебувало 5,0 % осіб, у тому числі 0,0 % дітей у віці до 18 років та 0,0 % осіб у віці 65 років та старших.
Цивільне працевлаштоване населення становило 24 особи. Основні галузі зайнятості: сільське господарство, лісництво, риболовля — 25,0 %, мистецтво, розваги та відпочинок — 20,8 %, будівництво — 20,8 %.